# Campionato europeo femminile under 18 di pallavolo 2011
Il campionato europeo pre-juniores di pallavolo femminile 2011 si è svolto dal 30 aprile all'8 maggio 2011 ad Ankara, in Turchia. Al torneo hanno partecipato 12 squadre nazionali europee e la vittoria finale è andata per la prima volta alla Turchia.

## Qualificazioni
Hanno partecipato al campionato europeo pre-juniores la nazionale del paese ospitante, la prima classificata al campionato europeo pre-juniores 2009 e dieci squadre provenienti dai gironi di qualificazioni.

## Impianti
|                                                                             |                                                                  |
|                                                                             |                                                                  |
| Başkent Volleyball Hall Città: Ankara Capienza: 7.600 Anno d'apertura: 2010 | Bestepe Sports Hall Città: Ankara Capienza: - Anno d'apertura: - |

## Gironi
Dopo la prima fase a gironi, le prime due classificate di ogni girone hanno acceduto alle semifinali per il primo posto, la terza e la quarta classificata di ogni girone hanno acceduto alle semifinali per il quinto posto.
| Girone A                                         | Girone B                                         |
| ------------------------------------------------ | ------------------------------------------------ |
| Belgio Germania Grecia Italia Slovacchia Ucraina | Polonia Rep. Ceca Serbia Slovenia Spagna Turchia |

## Fase finale

### Finali 1º - 3º posto
|  | Semifinali | Semifinali | Semifinali |        |         | 1º/2º posto | 1º/2º posto | 1º/2º posto |  |
|  |            |            |            |        |         |             |             |             |  |
|  | Serbia     | Serbia     | 1          |        |         |             |             |             |  |
|  | Serbia     | Serbia     | 1          |        |         |             |             |             |  |
|  | Turchia    | Turchia    | 3          |        |         |             |             |             |  |
|  | Turchia    | Turchia    | 3          |        | Turchia | Turchia     | 3           |             |  |
|  |            |            |            |        | Turchia | Turchia     | 3           |             |  |
|  |            |            | Italia     | Italia | 0       |             |             |             |  |
|  | Italia     | Italia     | Italia     | Italia | 0       | 3           |             |             |  |
|  | Italia     | Italia     |            |        |         | 3           |             |             |  |
|  | Germania   | Germania   | 2          |        |         | 3º/4º posto | 3º/4º posto | 3º/4º posto |  |
|  | Germania   | Germania   | 2          |        |         |             |             |             |  |
|  |            |            |            |        |         |             |             |             |  |
|  |            |            |            |        |         | Serbia      | Serbia      | 3           |  |
|  |            |            |            |        |         | Serbia      | Serbia      | 3           |  |
|  |            |            |            |        |         | Germania    | Germania    | 1           |  |

### Finali 5º - 7º posto
|  | Semifinali | Semifinali | Semifinali |         |            | 5º/6º posto | 5º/6º posto | 5º/6º posto |  |
|  |            |            |            |         |            |             |             |             |  |
|  | Slovacchia | Slovacchia | 3          |         |            |             |             |             |  |
|  | Slovacchia | Slovacchia | 3          |         |            |             |             |             |  |
|  | Spagna     | Spagna     | 2          |         |            |             |             |             |  |
|  | Spagna     | Spagna     | 2          |         | Slovacchia | Slovacchia  | 0           |             |  |
|  |            |            |            |         | Slovacchia | Slovacchia  | 0           |             |  |
|  |            |            | Polonia    | Polonia | 3          |             |             |             |  |
|  | Grecia     | Grecia     | Polonia    | Polonia | 3          | 1           |             |             |  |
|  | Grecia     | Grecia     |            |         |            | 1           |             |             |  |
|  | Polonia    | Polonia    | 3          |         |            | 7º/8º posto | 7º/8º posto | 7º/8º posto |  |
|  | Polonia    | Polonia    | 3          |         |            |             |             |             |  |
|  |            |            |            |         |            |             |             |             |  |
|  |            |            |            |         |            | Spagna      | Spagna      | 3           |  |
|  |            |            |            |         |            | Spagna      | Spagna      | 3           |  |
|  |            |            |            |         |            | Grecia      | Grecia      | 1           |  |

## Podio

### Campione
Formazione: 1 Damla Çakıroğlu, 2 Çağla Akın, 3 Kübra Akman, 5 Şeyma Ercan, 6 Ceylan Arısan, 7 Ceyda Aktaş, 8 Buket Yılmaz, 9 Aslı Kalaç, 10 Ece Hocaoğlu, 11 Kübra Kegan, 14 Ecem Alıcı, 18 Dilara Bağcı, CT: -

### Secondo posto
Formazione: 1 Elena Perinelli, 2 Giulia Carraro, 3 Eleonora Bruno, 4 Monica Gobbi, 5 Ilaria Maruotti, 7 Alessia Fiesoli, 8 Chiara Scacchetti, 9 Monica Lestini, 10 Cristina Chirichella, 11 Eleonora Furlan, 12 Laura Melandri, 14 Caterina Bosetti, CT: -

### Terzo posto
Formazione: 1 Mina Popović, 2 Nada Mitrović, 3 Jelena Lazić, 4 Katarina Čanak, 5 Mina Tomić, 6 Maja Simić, 7 Nevena Džamić, 9 Katarina Simić, 10 Nataša Čikiriz, 11 Nikolina Lukić, 12 Bianka Buša, 13 Slađana Mirković, CT: -

## Classifica finale
| Classifica | Squadre    | Qualificazione                       |
| ---------- | ---------- | ------------------------------------ |
| Oro        | Turchia    | Campionato europeo pre-juniores 2013 |
| Argento    | Italia     |                                      |
| Bronzo     | Serbia     |                                      |
| 4          | Germania   |                                      |
| 5          | Polonia    |                                      |
| 6          | Slovacchia |                                      |
| 7          | Spagna     |                                      |
| 8          | Grecia     |                                      |
| 9          | Slovenia   |                                      |
| 10         | Belgio     |                                      |
| 11         | Rep. Ceca  |                                      |
| 12         | Ucraina    |                                      |